# Barrio La Paternal

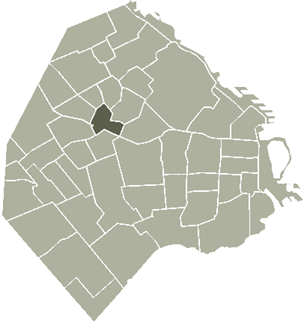
La Paternal läge i Buenos Aires.

La Paternal är en stadsdel (barrio) i Buenos Aires (Argentina). La Paternal gränsar till stadsdelarna Agronomía, Chacarita, Villa Crespo, Villa Mitre, Villa Santa Rita och Caballito.